# Carl August Friedrich Mahn
Carl August Friedrich Mahn (* 9. September 1802 in Zellerfeld; † 27. Januar 1887 in Steglitz) war ein deutscher Romanist, Provenzalist und Anglist.

## Leben und Werk
Mahn studierte in Braunschweig, Göttingen und Berlin. Ab 1828 war er Privatlehrer und Privatgelehrter in Berlin. 1857 war er Mitbegründer der Berliner Gesellschaft für das Studium der neueren Sprachen. Zu seinen Schülern gehörten Paul Heyse, Karl Bartsch und Konrad Hofmann. Er lehrte an der von 1872 bis 1880 existierenden Akademie für moderne Philologie in Berlin, ab 1873 mit dem Professorentitel.

## Schriften
- Wörterbuch zum Vicar of Wakefield von O. Goldsmith, zum Besten der Anfänger der englischen Sprache, Braunschweig 1825
- Die Werke der Troubadours in provenzalischer Sprache, 4 Bde., Berlin 1846–1886, Nachdruck Genf 1977
- Gedichte der Troubadours in provenzalischer Sprache, Berlin 1856–1864, Nachdruck Genf 1977
- Denkmäler der baskischen Sprache, Berlin 1857, Nachdruck Oosterhout 1967
- (Hrsg.) Dr. Johann Christian August Heyse’s allgemeines verdeutschendes und erklärendes Fremdwörterbuch mit Bezeichnung der Aussprache und Betonung der Wörter. Nach früheren Bearbeitungen neu verbessert und sehr bereichert, 12. Ausgabe, Hannover 1859
- Über Entstehung, Bedeutung, Zweck und Ziele der romanischen Philologie, Berlin 1863
- (Bearbeiter der Etymologie) Noah Webster: A Dictionary of the English Language, revised and improved by A. Goodrich and N. Porter, the Etymology by Dr. K. A. F. Mahn, of Berlin, Prussia – Springfield, Massachusetts, 1864
- Die Biographien der Troubadours in provenzalischer Sprache, 2. Auflage, Berlin 1878